# Il Canto degli Italiani
|  | Aquest article tracta sobre l'himne nacional italià. Vegeu-ne altres significats a « Germans d'Itàlia». |

Il Canto degli Italiani (El cant dels italians), popularment conegut com a Fratelli d'Italia (Germans d'Itàlia), és l'himne nacional italià, la lletra del qual va ser composta per Goffredo Mameli i la música és obra de Michele Novaro. Un cop proclamada la República, el 12 d'octubre de 1946 va ser declarat oficial, en substitució de la Marcia Reale que fins aleshores havia estat l'himne oficial d'Itàlia.

## Lletra
| Fratelli d'Italia L'Italia s'è desta Dell'elmo di Scipio S'è cinta la testa Dov'è la vittoria? Le porga la chioma Ché schiava di Roma Iddio la creò Stringiamci a coorte Siam pronti alla morte L'Italia chiamò Noi siamo da secoli Calpesti, derisi Perché non siam Popolo Perché siam divisi Raccolgaci un'Unica Bandiera una Speme Di fonderci insieme Già l'ora suonò Stringiamci a coorte Siam pronti alla morte L'Italia chiamò Uniamoci, amiamoci L'unione e l'amore Rivelano ai Popoli Le vie del Signore Giuriamo far Libero Il suolo natio Uniti, per Dio, Chi vincer ci può? Stringiamci a coorte, Siam pronti alla morte, L'Italia chiamò. Dall'Alpi a Sicilia Dovunque è Legnano, Ogn'uom di Ferruccio Ha il core, ha la mano, I bimbi d'Italia Si chiaman Balilla Il suon d'ogni squilla I Vespri suonò Stringiamci a coorte Siam pronti alla morte L'Italia chiamò Son giunchi che piegano Le spade vendute Già l'Aquila d'Austria Le penne ha perdute Il sangue d'Italia Il sangue Polacco Bevé col cosacco Ma il cor le bruciò Stringiamci a coorte Siam pronti alla morte L'Italia chiamò |  | Germans d'Itàlia, Itàlia s'ha despertat, Amb l'elm d'Escipió, S'ha cenyit la testa. On és la Victòria? Que ella li doni la cabellera, que esclava de Roma, Déu la creà. Estrenyem-nos en cohort Estiguem preparats per la mort Itàlia cridà! Sí! Hem estat durant segles, Trepitjats i escarnits, Perquè no som un Poble, Perquè estem dividits, Que ens uneixi una única bandera, un esper. De fondre'ns plegats, Ja l'hora ha sonat. Estrenyem-nos en cohort Estiguem preparats per la mort Itàlia cridà! Sí! Unim-nos, estimem-nos, La unió i l'amor, Revelen als pobles, Les vies del Senyor. Jurem d'alliberar, El sòl natiu, Units, per Déu, Qui ens pot vèncer? Estrenyem-nos en cohort Estiguem preparats per la mort Itàlia cridà! Sí! Dels Alps a Sicília, On Legnano sigui, Cada home de Ferruccio, Té el cor, té la mà, Els infants d'Itàlia, Es diuen Balilla, El so de cada campana, Ha tritllat les Vespres. Estrenyem-nos en cohort Estiguem preparats per la mort Itàlia cridà! Sí! Són joncs que pleguen, Espases venudes L'Àguila Austríaca Ja ha perdut les plomes La sang d'Itàlia, La sang polonesa, Begué amb el cosac, Però això li cremà el cor. Estrenyem-nos en cohort Estiguem preparats per la mort Itàlia cridà! Sí! |